# Aleksandr Czesnokow
Aleksandr Nikołajewicz Czesnokow (ros. Александр Николаевич Чесноков, ur. 18 sierpnia 1900 w Petersburgu, zm. 11 listopada 1991 w Symferopolu) – funkcjonariusz radzieckich służb specjalnych, generał porucznik.
Od kwietnia 1918 czerwonoarmista dywizjonu pogranicznego Czeki, od lipca 1918 funkcjonariusz Czeki, od listopada 1918 do grudnia 1919 w piotrogrodzkiej gubernialnej Czece, kontroler i pełnomocnik pogranicznych punktów Czeki/GPU/OGPU, od września 1928 do sierpnia 1929 na kursach w Wyższej Szkole Pogranicznej OGPU w Moskwie, od listopada 1932 do marca 1935 inspektor Zarządu Ochrony Pogranicznej i Wewnętrznej OGPU/NKWD Kraju Wschodniosyberyjskiego (Irkuck), od marca 1935 do lutego 1937 szef sztabu 64 Oddziału Pogranicznego, od 15 czerwca 1936 kapitan. Od lutego 1937 do maja 1938 w szkole NKWD w Moskwie, 23 marca 1938 awansowany na majora, od maja 1938 do 9 maja 1939 starszy pomocnik szefa Oddziału 3 Wydziału Służby Głównego Zarządu Wojsk Pogranicznych ZSRR, od 9 maja 1939 do 14 października 1940 szef Wydziału 5 i zastępca szefa Zarządu Wojsk Pogranicznych NKWD Chabarowskiego Okręgu Pogranicznego ds. Wywiadu, 15 maja 1939 awansowany na pułkownika. Od 14 października 1940 do 26 lutego 1941 zastępca szefa Zarządu NKWD Kraju Chabarowskiego, od 26 lutego do 31 lipca 1941 szef Zarządu NKGB Kraju Chabarowskiego, 27 marca 1941 mianowany majorem bezpieczeństwa państwowego, od sierpnia 1941 do 29 kwietnia 1943 zastępca szefa Zarządu NKWD Kraju Chabarowskiego, równocześnie od 22 września 1941 do 29 kwietnia 1943 szef Wydziału Specjalnego NKWD Frontu Dalekowschodniego, 22 września 1941 awansowany na starszego majora bezpieczeństwa państwowego, a 14 lutego 1943 komisarza bezpieczeństwa państwowego. Od 29 kwietnia 1943 do 5 sierpnia 1945 szef Zarządu Kontrwywiadu Smiersz Frontu Dalekowschodniego, od 5 sierpnia do 13 września 1945 szef Zarządu Kontrwywiadu Smiersz 2 Frontu Dalekowschodniego, 26 maja 1943 mianowany generałem majorem, a 2 listopada 1944 generałem porucznikiem. Od 17 grudnia 1945 do 29 grudnia 1954 szef Zarządu Kontrwywiadu Smiersz/Zarządu Kontrwywiadu MGB/Wydziału Specjalnego KGB Taurydzkiego Okręgu Wojskowego, 18 stycznia 1955 zwolniony ze służby, następnie na emeryturze w Symferopolu.

## Odznaczenia
- Order Lenina (dwukrotnie - 28 października 1943 i 21 lutego 1945)
- Order Czerwonego Sztandaru (trzykrotnie - 3 listopada 1944, 8 września 1945 i 25 lipca 1949)
- Order Wojny Ojczyźnianej I klasy (31 lipca 1944)
- Order Czerwonej Gwiazdy (dwukrotnie - 14 lutego 1941 i 28 października 1967)
- Odznaka "Honorowy Funkcjonariusz Czeki/GPU (XV)" (29 sierpnia 1936)

I 6 medali.